# محمد فريد أبو حديد
محمد فريد أبو حديد (1 يوليو 1893 - 18 مايو 1967) كاتب مصري، له كثير من المؤلفات الشهيرة أشهرها كتاب صلاح الدين وعصره.

## نشأته
ولد محمد فريد أبو حديد في الأول من يوليو عام 1893م بالقاهرة، وبدأ دراسته المضطربة في المكتب ثم المدرسة، إلي أن تخرج في سنة 1914م في مدرسة المعلمين العليا.
حصل على ليسانس الحقوق عام 1924م، عين مدرسا بالتعليم الحر ثم تدرج في وظائف التعليم بوزارة المعارف وعين عميدا لمعهد التربية بالقاهرة، تولى منصب سكرتير عام جامعة فاروق الأول - (الأسكندرية الآن) عند انشائها عام 1942م ثم أصبح وكيلا لدار الكتب عام 1943م ثم وكيلا لوزارة التربية والتعليم فمستشارا فنيا للوزارة، واختير عضوا بمجمع اللغة العربية ومنح في عام 1952م جائزة الدولة في القصة.
اشتغل بالأدب منذ تخرجه عام 1914م، وكتب في مجلات السفور والسياسة الأسبوعية والهلال، وكان من مؤسسى مجلة الرسالة ثم مجلة الثقافة في عهدها الأول حتى أصبح رئيسا لتحريرها، وقد اشترك محمد في إنشاء لجنة التأليف والترجمة والنشر عام 1914م، ثم في إنشاء الجمعية المصرية للدراسات الاجتماعية عام 1937م، وقد وكل إليه إنشاء التجربة التعليمية بقرية المنايل.
شارك أبو حديد في عدد من المؤتمرات مثل: مؤتمر التعليم الابتدائى بالقاهرة كما اشترك في مؤتمر التعليم الأولى في بومباى بالهند. كان أبو حديد عضوا بالمجلس الأعلى لرعاية الفنون والآداب والعلوم الاجتماعية كما تولى منصب مقرر لجنة الفنون الشعبية بالمجلس حتى وفاته. كان مميزا بكتاباته وبحب اللغة العربية والأدب العربي والتاريخ الإسلامي وأبطال وفرسان العرب وقد قال عنه الدكتور مهدى علام في مقدمة كتابه المجمعيون في خمسين عاما: تحية إلى الوداعة والسماحة، والعبقرية المعطاء، الجامعة بين أدب اللغة ولغة الأدب.

## مؤلفاته
له العديد من المؤلفات منها:

### أولا: في التاريخ والتراجم
- صلاح الدين وعصره (1927)
- السيد عمر مكرم (1937)
- أمتنا العربية (دراسة تاريخية)
- فتح العرب لمصر (ترجمة كتاب الفريد بتلر)

### ثانيا: في القصـة
- ابنة المملوك
- صحائف من حياة
- الملك الضليل امرؤ القيس
- زنوبيا ملكة تدمر
- أبو الفوارس عنترة بن شداد
- المهلهل سيد ربيعة
- آلام جحا
- الوعاء المرمرى (سيف بن ذي يزن)
- أزهار الشوك
- أنا الشعب
- مع الزمان (مجموعة قصص)
- سهراب
- عنتره بن شداد
- في الغابة

### ثالثا: في قصص الأطفال (سلسلة"أولادنا")
- عمرون شاه
- كريم الدين البغدادي
- آله الزمان (مترجمة)
- نبؤة المنجم (مترجمة)

### رابعا: في المسرحية
- عبد الشيطان (مسرحية رمزية)
- مقتل عثمان
- ميسون الغجرية
- خسرو وشيرين (مسرحية في شعر مرسل مستوحاة من قصة الحب الفارسية الخالدة) عام 1934
- ماكبث (ترجمة بالشعر الحر عن ويليام شكسبير)

هذا إلى جانب دراسات عديدة في اللغة والاساطير والأدب والفلسفة بجانب اشرافه على بعض المجلات والدوريات ومشاركته مع كتاب اخرين.

## الجوائز والاوسمة التي تقلدها
- وسام الاستحقاق من الدرجة الثانية.
- وسام الجمهورية من الدرجة الثانية.
- منح في عام 1952م جائزة الدولة في القصة
- جائزة الدولة التقديرية في الآداب من المجلس الأعلى لرعاية الفنون والآداب والعلوم الاجتماعية عام 1963.

## وفاته
توفى محمد فريد أبو حديد في 18 مايو عام 1967م عن عمر يناهز 74 عاما مخلفا مسيرة حياة حافلة بالانجازات والابداعات الأدبية والمترجمات والابحاث التاريخية والقومية، وقد قررت قصصه على صفوف الثانوية ثم تنبهت الهيئة المصرية العامة للكتاب لاهمية أعماله وأنصفته بعد سنوات من الإهمال والنسيان وقد كادت أعماله تنسى ويطويها النسيان والضياع فبدأت في طبع أعماله الكاملة، وقد صدر منها للان جزءان فقط فنتعشم ان يكون بقية أعماله مطبوعة في متناول القارئ المصري خلال الأشهر القليلة القادمة.

## وصلات خارجية
- صفحة اقتباسات محمد فريد أبو حديد على موقع أبجد
- صفحة اقتباسات محمد فريد أبو حديد على موقع أبجد